# 逮捕許諾請求
逮捕許諾請求（たいほきょだくせいきゅう）とは、国会議員を国会の会期中に逮捕することについて、国会の許諾を求めることを指す。

## 概要
日本では国会議員に不逮捕特権が認められており、国会議員を現行犯以外で国会の会期中（参議院の緊急集会も含む）に逮捕する場合は、所属する議院の許諾が必要である。
内閣が司法官憲（裁判官）が発布した逮捕状を議院に提出し逮捕許諾請求をして、所属する議院において許諾された場合、会期中の国会議員を逮捕できる（日本国憲法第50条、国会法第33条、第34条）。
司法当局が逮捕状発付が相当と判断した場合、内閣に逮捕許諾請求書を提出する。閣議決定を経て所属する議院に許諾を求め、議員○○○○君の逮捕について許諾を求めるの件として、議院運営委員会において、秘密会にして法務大臣や刑事局長等から捜査状況等について聴取・質疑をした上で、各派が態度を表明し採決する。その後で本会議で採決することとなる。なお、国会議員が関わる疑獄事件では、国会会期中の場合は1960年代から1990年代頃までは逮捕許諾請求をせず、在宅起訴または閉会を待ってから逮捕をするのが一般的であった（なお、国会議員の令状逮捕においては、検察は指揮権を持つ法務大臣に対して事前報告をする慣例になっている）。これは、所属する議院への許諾請求の際、議院運営委員会の委員に対して捜査状況等の説明を求められる（すなわち司法当局が法務大臣だけでなく政界に対して手の内を明かすことになる）ことや、司法当局の手の内を知った政治家が政界人である法務大臣に対して指揮権発動を促すなどの政治介入を司法当局が嫌ったためとされる。1994年3月のゼネコン汚職では、中村喜四郎が東京地検特捜部による任意取調を拒否したため、逮捕許諾請求の扱いとなった。
逮捕の許諾については、これに条件・期限を付けることができるとする積極説と、条件・期限を付けることができないとする消極説が対立する。衆議院において許諾に期限を付した例（1954年（昭和29年）2月23日）があるが、この案件で東京地裁は決定において許諾があるならば無条件でなすべきものとしてこの期限を認めなかった（東京地決昭和29年3月6日）。

## 事例
日本国憲法下において、逮捕について許諾を求める件について、議院運営委員会で許諾を与えるべきと議決された例は20例、本会議で採決された例はこれまでに18例、許諾を与えた例はこれまでに16例である。
| 国会 回次 | 年月日                     | 議院   | 議員       | 容疑                              | 採決   | 可   | 否   | 票差 | 備考                                            |
| --------- | -------------------------- | ------ | ---------- | --------------------------------- | ------ | ---- | ---- | ---- | ----------------------------------------------- |
| 2         | 1948年（昭和23年）1月30日  | 衆議院 | 原侑       | 詐欺 （キャラコ事件）             | 撤回   | -    | -    | -    | 本会議採決前に議員辞職 無罪                     |
| 3         | 1948年（昭和23年）11月12日 | 参議院 | 玉屋喜章   | 業務上横領 （千葉合同無尽事件）   | 許諾   | 多数 | 少数 | 不明 | 無罪                                            |
| 4         | 1948年（昭和23年）12月6日  | 衆議院 | 芦田均     | 収賄 （昭和電工事件）             | 許諾   | 140  | 120  | 20   | 無罪                                            |
| 4         | 1948年（昭和23年）12月6日  | 衆議院 | 北浦圭太郎 | 贈賄 （昭和電工事件）             | 許諾   | 140  | 120  | 20   | 死亡で公訴棄却                                  |
| 4         | 1948年（昭和23年）12月6日  | 衆議院 | 川橋豊治郎 | 贈賄 （昭和電工事件）             | 許諾   | 140  | 120  | 20   | 無罪                                            |
| 4         | 1948年（昭和23年）12月12日 | 衆議院 | 田中角栄   | 収賄 （炭鉱国管疑獄）             | 許諾   | 多数 | 少数 | 不明 | 無罪                                            |
| 19        | 1954年（昭和29年）2月23日  | 衆議院 | 有田二郎   | 贈賄 （造船疑獄）                 | 許諾   | 209  | 204  | 5    | 懲役2年・執行猶予3年                            |
| 19        | 1954年（昭和29年）4月1日   | 衆議院 | 藤田義光   | 収賄 （陸運汚職事件）             | 許諾   | 多数 | 少数 | 不明 | 無罪                                            |
| 19        | 1954年（昭和29年）4月13日  | 衆議院 | 関谷勝利   | 収賄 （造船疑獄）                 | 許諾   | 多数 | 少数 | 不明 | 懲役1年・執行猶予2年                            |
| 19        | 1954年（昭和29年）4月13日  | 衆議院 | 岡田五郎   | 収賄 （造船疑獄）                 | 許諾   | 多数 | 少数 | 不明 | 懲役10ヶ月・執行猶予2年                         |
| 19        | 1954年（昭和29年）4月15日  | 参議院 | 加藤武徳   | 収賄 （造船疑獄）                 | 許諾   | 多数 | 少数 | 不明 | 無罪                                            |
| 19        | 1954年（昭和29年）4月24日  | 衆議院 | 荒木万寿夫 | 収賄 （造船疑獄）                 | 不許諾 | 187  | 216  | 29   | 不起訴                                          |
| 29        | 1958年（昭和33年）7月1日   | 衆議院 | 高石幸三郎 | 公職選挙法違反                    | 不許諾 | 少数 | 多数 | 不明 | 不起訴                                          |
| 57        | 1967年（昭和42年）12月22日 | 衆議院 | 関谷勝利   | 収賄 （大阪タクシー汚職事件）     | 許諾   | 多数 | 少数 | 不明 | 二審懲役1年・執行猶予2年 上告中に死亡で公訴棄却 |
| 129       | 1994年（平成6年）3月11日   | 衆議院 | 中村喜四郎 | あっせん収賄 （ゼネコン汚職事件） | 許諾   | 多数 | 少数 | 不明 | 懲役1年6ヶ月（実刑）                            |
| 134       | 1995年（平成7年）12月6日   | 衆議院 | 山口敏夫   | 背任 （二信組事件）               | 許諾   | 多数 | 少数 | 不明 | 懲役3年6ヶ月（実刑）                            |
| 140       | 1997年（平成9年）1月29日   | 参議院 | 友部達夫   | 詐欺 （オレンジ共済組合事件）     | 許諾   | 多数 | 少数 | 不明 | 懲役10年（実刑）                                |
| 142       | 1998年（平成10年）2月19日  | 衆議院 | 新井将敬   | 証券取引法違反 （新井将敬事件）   | 撤回   | -    | -    | -    | 本会議での採決前に自殺                          |
| 154       | 2002年（平成14年）6月19日  | 衆議院 | 鈴木宗男   | 受託収賄 （やまりん事件）         | 許諾   | 多数 | 少数 | 不明 | 懲役2年（実刑）                                 |
| 156       | 2003年（平成15年）3月7日   | 衆議院 | 坂井隆憲   | 政治資金規正法違反                | 許諾   | 多数 | 少数 | 不明 | 懲役2年8ヶ月（実刑）                            |